# Эррера Лоренсо, Франсиско
Франсиско Эррера Лоренсо (исп. Francisco Herrera Lorenzo), более известный под своим именем Пако Эррера (исп. Paco Herrera; род. 2 декабря 1953, Барселона, Испания) — испанский футболист и футбольный тренер.

## Футбольная карьера
Футбольная карьера 18-летнего Эррера началась в местной команде «Сабадель», в основном выступающей в Ла Лиге 2. Оттуда через два сезона Пако отправился в «Спортинг Хихон», клуб Ла Лиги. Позже он выступал за «Леванте» и «Бадахос». В последнем клубе 32-летний футболист и закончил свою игровую карьеру.

## Тренерская карьера
«Бадахос» Пако не покидает, а переходит на должность тренера молодёжного состава команды, позже он стал помощником тренера основного состава. Потом Эррера возглавлял ещё несколько испанских клубов: «Нумансия», «Мерида», «Альбасете», «Полидепортиво» и «Рекреативо». В 2004 году Рафаэль Бенитес пригласил Пако в «Ливерпуль» в качестве главного скаута клуба. Здесь Эррера поработал два сезона, после чего покинул Туманный Альбион.
На родине его ждала престижная должность директора футбольного клуба «Эспаньол». Отработав три сезона в этом спортивном клубе, Пако переходит в «Кастельон», а потом в «Вильярреал B».
20 июня 2010 года Эррера подписал контракт с клубом Ла Лиги 2 «Сельта», который теперь благодаря тренеру выступает в Ла Лиге.
3 июня 2014 года Эррера возглавил «Лас-Пальмас», который по итогам сезона вывел в Ла Лигу.
7 июня 2015 года стало известно, что Эррера возглавил клуб «Реал Вальядолид».

## Тренерская статистика
| Команда          | Страна       | Начало работы | Окончание работы | Результаты | Результаты | Результаты | Результаты | Результаты |
| Команда          | Страна       | Начало работы | Окончание работы | И          | В          | Н          | П          | П %        |
| ---------------- | ------------ | ------------- | ---------------- | ---------- | ---------- | ---------- | ---------- | ---------- |
| Бадахос          | Флаг Испании | 1992          | 1993             | 41         | 22         | 3          | 12         | 53.66      |
| Бадахос          | Флаг Испании | 1995          | 1995             | 6          | 2          | 2          | 2          | 33.33      |
| Нумансия         | Флаг Испании | 1998          | 1998             | 14         | 4          | 7          | 3          | 28.57      |
| Мерида           | Флаг Испании | 1998          | 2000             | 60         | 20         | 20         | 20         | 33.33      |
| Нумансия         | Флаг Испании | 2000          | 2000             | 12         | 3          | 2          | 7          | 25         |
| Альбасете        | Флаг Испании | 2001          | 2002             | 44         | 16         | 11         | 17         | 36.36      |
| Полидепортиво    | Флаг Испании | 2002          | 2003             | 43         | 12         | 16         | 15         | 27.91      |
| Рекреативо       | Флаг Испании | 2003          | 2003             | 12         | 2          | 8          | 2          | 16.67      |
| Кастельон        | Флаг Испании | 2009          | 2009             | 20         | 9          | 4          | 7          | 45.00      |
| Вильярреал B     | Флаг Испании | 2010          | 2010             | 19         | 7          | 6          | 7          | 36.84      |
| Сельта           | Флаг Испании | 2010          | 2013             | 119        | 53         | 29         | 37         | 44.54      |
| Реал Сарагоса    | Флаг Испании | 2013          | 2014             | 31         | 10         | 9          | 12         | 32.26      |
| Лас-Пальмас      | Флаг Испании | 2014          | 2015             | 58         | 26         | 16         | 15         | 44.83      |
| Реал Вальядолид  | Флаг Испании | 2016          | 2017             | 46         | 20         | 10         | 16         | 43.48      |
| Спортинг (Хихон) | Флаг Испании | 2017          | 2017             | 0          | 0          | 0          | 0          | 0.00       |
| Всего            | Всего        | Всего         | Всего            | 525        | 206        | 148        | 171        | 39.24      |